# سارسال
سارسال (به اسپانیایی: Zarzal) یک سکونتگاه مسکونی در کلمبیا است که در Andean Region واقع شده‌است.

## خصوصیات
سارسال ۳۶۲ کیلومترمربع مساحت و ۴۳٬۰۳۵ نفر جمعیت دارد و ۹۱۶ متر بالاتر از سطح دریا واقع شده‌است.